# Сизуэн
Сизуэ́н (фр. Cysoing) — коммуна во Франции, регион О-де-Франс, департамент Нор, округ Лилль, кантон Тамплёв. Расположена в 15 км к юго-востоку от Лилля, в 4 км от автомагистралей А23 и А27.
Население (2017) — 4 968 человек.

## История
История Сизуэна неразрывно связана с расположенным на его территории аббатством Святого Каликста, благодаря которому город процветал на протяжении веков. Аббатство было возведено в IX веке графом Эбергардом (Эвраром) Фриульским на земле, принесенной в качестве приданого его женой Гизелой, дочерью короля Франции Людовика I Благочестивого. В 1566 году аббатство было разграблено во время Восстания нищих, охватившего Фландрию и южные Нидерланды.
В 1751 году по приказу настоятеля Лорана де Рока в ознаменование победы французской армии в Битве при Фонтенуа во время войны за австрийское наследство во дворе аббатства была возведена пирамида из синего камня, сохранившаяся до настоящего времени.

## Достопримечательности
- Главной достопримечательностью Сизуэна является Пирамида Фонтенуа — треугольная стела из синего камня высотой 17 метров, возведённая на территории бывшего аббатства Святого Каликста в 1750 по приказу короля Людовика XV в честь победы французов в Битве при Фонтенуа в 1745 году
- Шато л’Аббе — павильон, возведенный в начале XIX века на месте разрушенного во время Великой французской революции аббатства Святого Каликста и являющийся точной копией знаменитого версальского Малого Трианона
- Церковь Святых Каликста и Эврара

## Экономика
Структура занятости населения:
- сельское хозяйство — 0,4 %
- промышленность — 2,0 %
- строительство — 2,7 %
- торговля, транспорт и сфера услуг — 47,8 %
- государственные и муниципальные службы — 47,1 %

Уровень безработицы (2017) — 9,1 % (Франция в целом — 13,4 %, департамент Нор — 17,6 %). 

Среднегодовой доход на 1 человека, евро (2017) — 24 790 (Франция в целом — 21 110, департамент Нор — 19 490).

## Демография
Динамика численности населения, чел.

## Администрация
Пост мэра Сизуэна с 2001 года занимает Бенжамен Дюмортье (Benjamin Dumortier). На муниципальных выборах 2020 года возглавляемый им правый список одержал победу в 1-м туре, получив 73,08 % голосов.
| Период | Период | Фамилия           | Партия                  | Примечания |
| ------ | ------ | ----------------- | ----------------------- | ---------- |
| 1970   | 1982   | Жан Делатр        | Социалистическая партия |            |
| 1982   | 2001   | Дидье Каффар      | Социалистическая партия |            |
| 2001   |        | Бенжамен Дюмортье | Разные правые           | нотариус   |

## Галерея

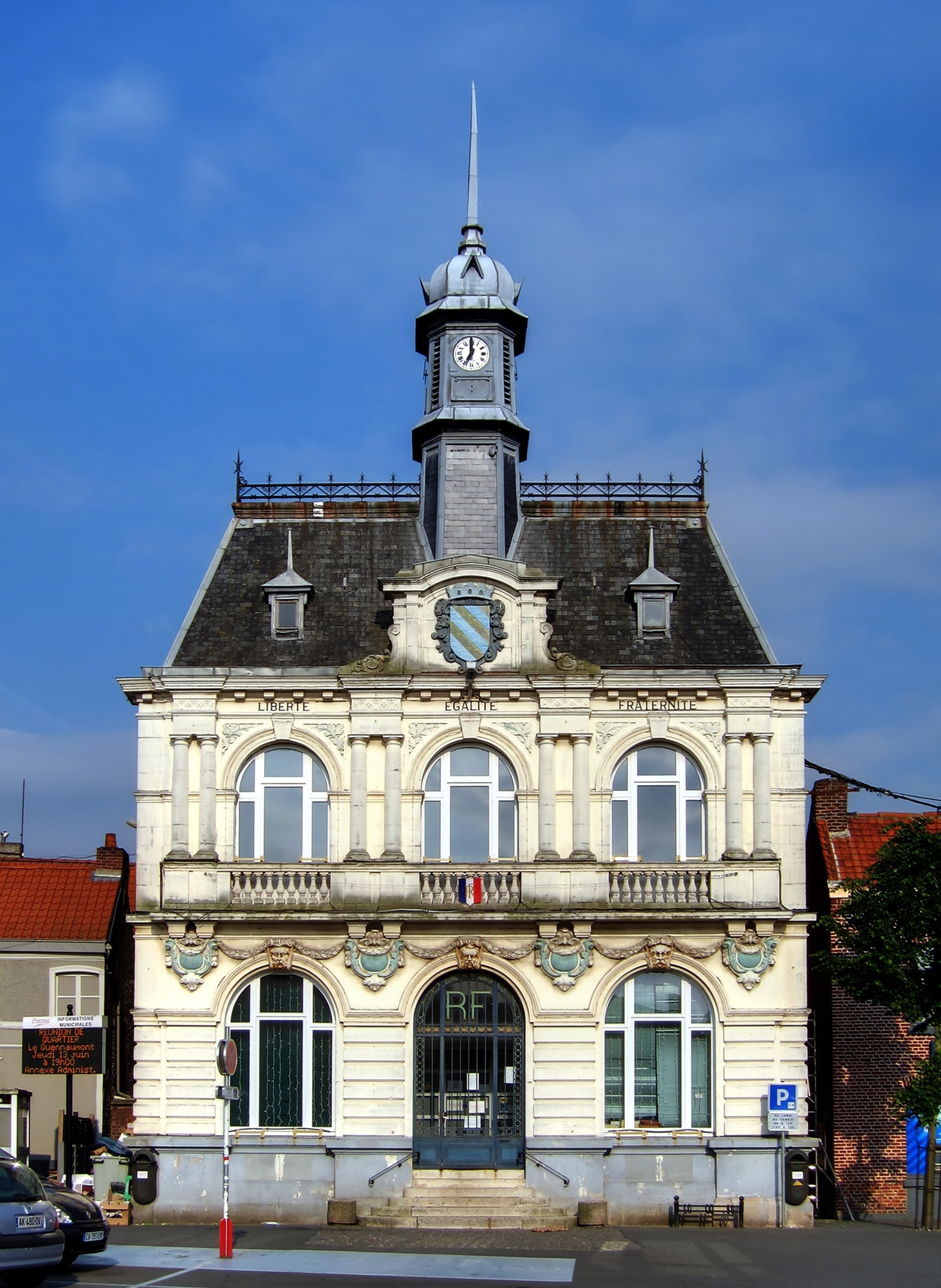
Мэрия
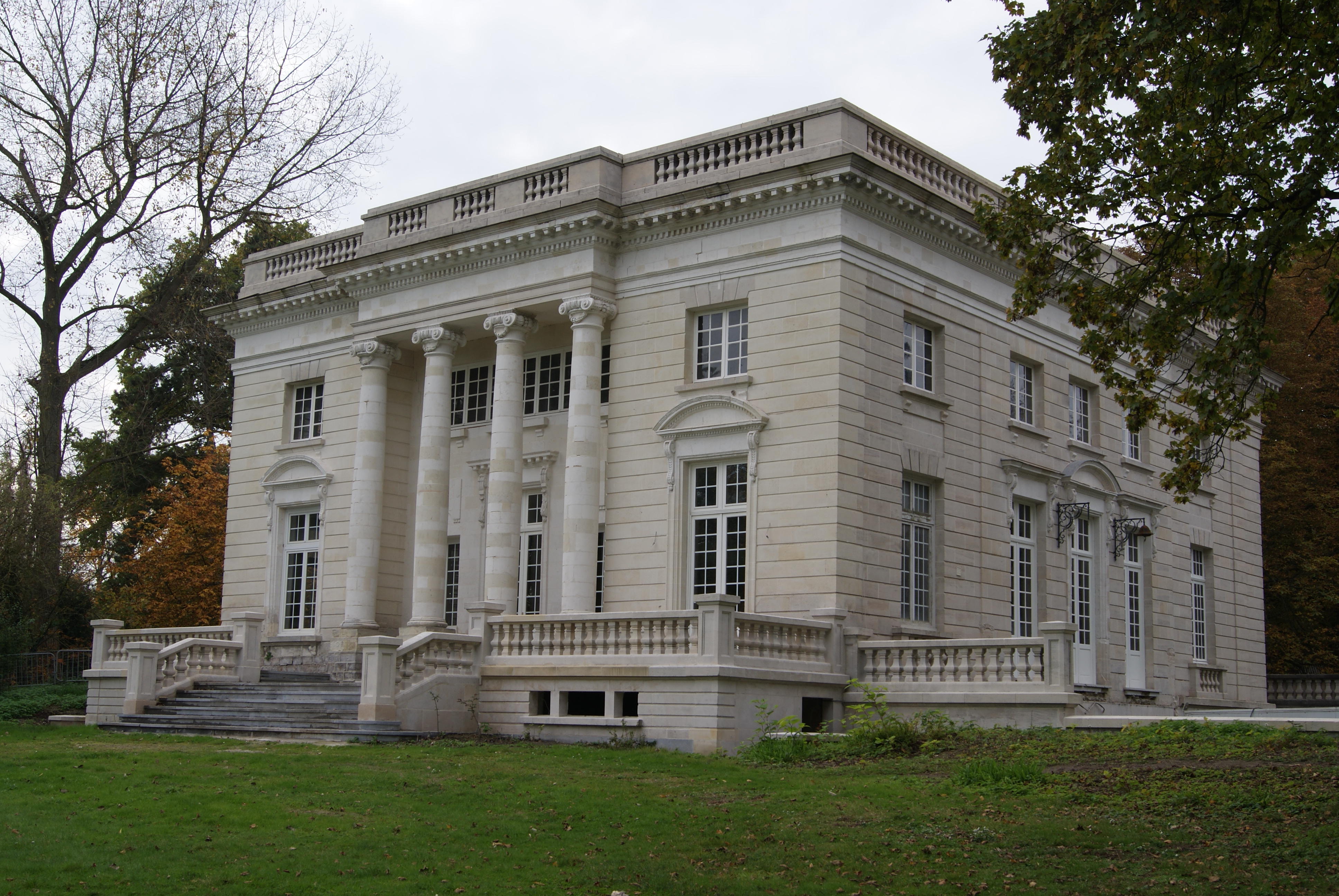
Шато л'Аббе
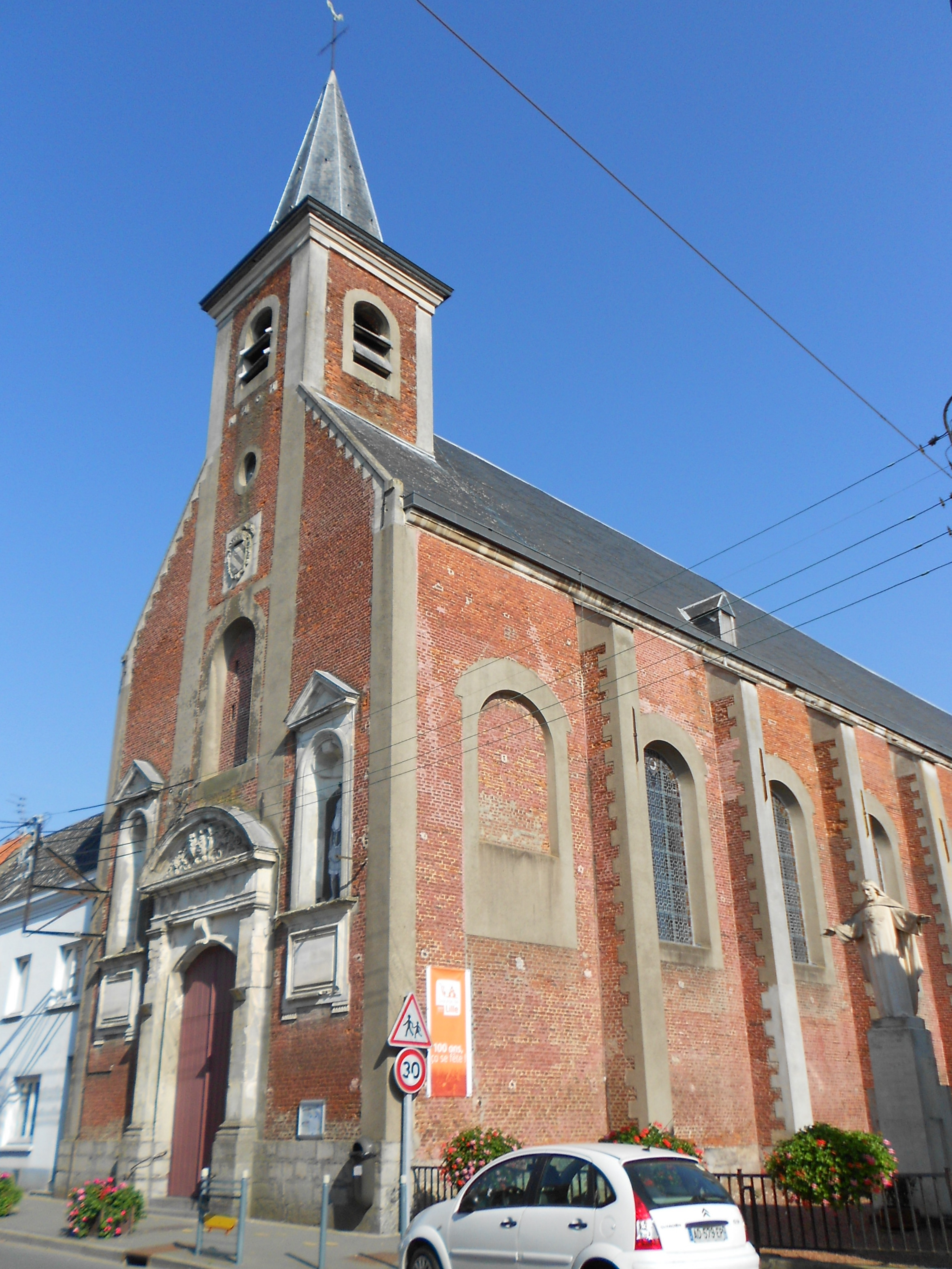
Церковь Святых Каликста и Эврара

1. 1 2  база данных о французских коммунах — Национальный географический институт Франции, 2015.